# Sitona sulcifrons
Sitona sulcifrons es una especie de escarabajo del género Sitona, familia Curculionidae. Fue descrita científicamente por Carl Peter Thunberg en 1798.
Se distribuye por Polonia, Suecia, Reino Unido, Finlandia, Francia, Noruega, Alemania, Eslovaquia, Estonia, Austria, Países Bajos, Rusia, Italia, Hungría, Bélgica, Luxemburgo, Dinamarca, Eslovenia, Serbia, Checa, Grecia, Afganistán, Bulgaria, Bielorrusia, Suiza, Letonia, Montenegro, Turquía y Ucrania.
Vive en lugares húmedos y secos en zonas montañosas. Habita en prados, áreas de cultivos, pastos, laderas, parajes, páramos y bosques, también en lugares arenosos y donde abunda la arcilla.